# Tribe
Tribe es el noveno álbum de estudio de la banda metal progresivo Queensrÿche lanzado el 22 de julio de 2003.

## Canciones
1. "Open" (DeGarmo/Tate/Wilton) - 4:32
2. "Losing Myself" (Stone/Tate) - 4:12
3. "Desert Dance" (DeGarmo/Rockenfield/Tate/Wilton) - 3:57
4. "Falling Behind" (DeGarmo/Tate) - 4:28
5. "The Great Divide" (Tate/Wilton) - 4:01
6. "Rhythm of Hope" (Jackson/Rockenfield/Tate) - 3:31
7. Tribe (Jackson/Rockenfield/Tate/Wilton) - 4:39
8. Blood (Rockenfield/Tate/Wilton) - 4:13
9. The Art of Life (DeGarmo/Tate) - 4:12
10. Doin' Fine (DeGarmo/Tate) - 3:52

## Miembros
- Geoff Tate - Vocalista
- Chris DeGarmo - Guitarra
- Michael Wilton - Guitarra
- Mike Stone - Guitarra
- Eddie Jackson - Bajo
- Scott Rockenfield - Batería

- Datos: Q935134